# Conflit des ordres
 (janvier 2020).
Le conflit des ordres est la lutte politique dans la Rome antique entre les plébéiens (plebeii) et les patriciens (patricii), dans laquelle les plébéiens ont cherché l'égalité politique. Elle s'est déroulée sur deux siècles et se termine en -287.

## Contexte
Après la chute de la monarchie, les patriciens fondent une oligarchie qui appuie son pouvoir sur la richesse, l'importance politique traditionnelle (sénat romain) et la monopolisation des pouvoirs religieux de ceux-ci. Les autres citoyens, commerçants, paysans, qui représentaient 95 % de la population, sont exclus des prises de décision. Cette période correspond également à une série de conflits contre les Sabins, les Gaulois et les Samnites qui exposent particulièrement les petits propriétaires terriens, qui doivent subir les attaques et s'engager militairement dans le conflit sans en recevoir en retour les bénéfices (redistribution des terres prises — ager publicus — et autres butins de guerre), ces derniers étant confisqués par les patriciens.

## La crise
Devant les difficultés de la plèbe, les patriciens ont utilisé sans restriction le nexum, l'esclavage pour dette, soumettant de fait leurs éventuels clients qui devenaient de plus en plus dépendants. À la suite des propos d'Appius Claudius Sabinus Inregillensis, les plébéiens quittent Rome pour s'installer sur le mont Sacré et refusent le service armé, c'est la première sécession de la plèbe. Le tribunat de la plèbe est créé ainsi que le concilia plebis. La réponse — retardée le plus possible — des patriciens aux révoltes est la création de la loi des Douze Tables par les décemvirs, lois écrites qui devaient empêcher les abus des patriciens. Cependant, la 11e loi interdit les mariages entre patriciens et plébéiens, officialisant la distinction entre les deux classes, et le nexum n'est pas aboli. Les avancées en faveur de la plèbe sont lentes mais constantes, certains consuls sont d'ailleurs remplacés par des tribuns militaires à pouvoir consulaire.
La 11e loi, impopulaire, est abolie en -445 par la Lex Canuleia.
En -367, les lois licinio-sextiennes permettent à l'un des deux consuls d'être plébéien. Les charges de censeur en -351, préteur et dictateur sont ouvertes aux plébéiens.
Le nexum est aboli en -326 par la Lex Poetelia Papiria.
En -312, les fils d'affranchis peuvent accéder au sénat, les Humiliores et les affranchis peuvent s'inscrire dans les tribus rustiques. Cela révolutionne le fonctionnement politique de Rome, et bien qu'annulée par les patriciens en -304, cette loi fixe le corps électoral en fonction du lieu de résidence et non plus du clientélisme et de l'origine ethnique, déjà perdus depuis plusieurs centaines d'années. Certains auteurs y voient l'influence de la démocratie grecque. Les instances romaines placent alors le temple de la Concorde civile au centre du forum, remodelé circulairement comme les assemblées grecques. Cnaeus Flavius, un affranchi et édile curule, édicte le droit flavien, donnant les nouvelles procédures de droit, abolissant le monopole patricien.
La crise finale de la lutte survient, avec la Lex Ogulnia en -300, permettant aux plébéiens d'exercer des pouvoirs religieux, et avec la Lex Hortensia en -287, donnant un poids identique aux lois édictées par le sénat et le conseil de la plèbe. Il n'y a plus de différences juridiques entre les deux ordres.

## Historiographie
Il n'y a aucune source contemporaine de ces luttes. La vision antique des événements est entachée par leurs relectures au vu des luttes politiques de leur temps. Cela rend les documents disponibles peu fiables. Polybe raconte la version d'hommes contemporains aux conflits, mais est en contradiction avec Cicéron et Tite-Live qui laissent penser qu'il y a eu peu de changement en 500 ans. Les fastes consulaires accréditent la présence de consuls plébéiens, mais aucune trace apparente de lutte armée n'est visible alors que des revendications de ce type entraînèrent postérieurement des bains de sang. Il faut sûrement voir dans l'opposition plèbe-patricien une opposition entre une aristocratie antique et des plébéiens riches qui forme avec les nobiles et les Optimates une nouvelle aristocratie pro bono.